# Clavelina borealis
Clavelina borealis är en sjöpungsart som först beskrevs av Savigny 1816.  Clavelina borealis ingår i släktet Clavelina och familjen klungsjöpungar. Inga underarter finns listade i Catalogue of Life.